# Carol of the Bells

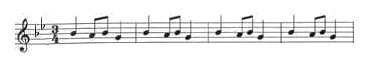
Le quattro note dellOstinato di Ščedryk del compositore Mykola Dmytrovyč Leontovyč

Carol of the Bells, conosciuta anche come Ukrainian Bell Carol, è una celebre canzone natalizia scritta nel 1936 dal compositore statunitense di origini ucraine Peter Wilhousky (1902–1978). Si tratta di un rifacimento melodico di un canto natalizio del compositore ucraino Mykola Leontovyč (Микола Леонтович; 1877–1921), intitolato Ščedryk (ščedrykvka, che in lingua ucraina significa "Canto di Capodanno") e originalmente pensato per un'opera corale che fu rappresentata per la prima volta a Kiev nel 1936. Si tratta di un brano che in Ucraina è tradizionalmente intonato la sera del 13 gennaio, vigilia del Capodanno secondo il Calendario giuliano.
Il movimento di Ščedryk è un allegretto eseguito di solito da un coro a cappella di solito a quattro voci. L'originario compositore, Mykola Dmytrovyč Leontovyč, compose più di una versione del canto a seconda della composizione del coro; altre versioni furono scritte in lingue diverse dalla lingua ucraina. La principale caratteristica è il canto "Ostinato" di un disegno ripetitivo di quattro note che attraversano l'intero brano.

## Testo
Il testo di Wilhousky, che si compone di sette strofe, parla della gioia nell'aspettare il momento tanto atteso e nell'ascoltare il suono delle campane il giorno di Natale.
Il testo originale ucraino non parla del periodo natalizio, ma fa riferimento al vecchio Capodanno, che si svolgeva in primavera e parla di una rondine che va a far visita ad una famiglia contadina, augurando un anno prospero.